# Индуктивно-связанная плазма

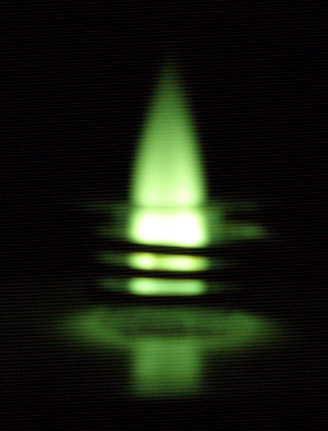
Горелка аналитической ИСП, наблюдаемой через тёмное зелёное стекло (как в очках для сварки)

Индукти́вно-свя́занная пла́зма (ИСП), англ. inductively coupled plasma, ICP  — плазма, образующаяся внутри разрядной камеры, горелки или иного плазменного реактора при приложении высокочастотного переменного магнитного поля.

## Принцип действия
Индуктивно-связанная плазма (ИСП) – это тип газового разряда, возбуждаемого переменным магнитным полем при помощи индукционной катушки (индуктора). ИСП также имеет другие названия: индукционная плазма, индукционный разряд. ИСП зажигается и поддерживается за счёт циклических индуцированных вихрей электрического тока свободных электронов (и ионов) в плазме. Для возбуждения ИСП обычно используется переменное электромагнитное поле на частоте 1 – 100 МГц. ИСП впервые наблюдал Хитторф в 1884 году, который обнаружил свечение остаточного газа в разрядной камере при пропускании высокочастотного тока через соленоид, охватывающий разрядный объём.
Главное отличие ИСП от ёмкостного разряда заключается в том, что ИСП возбуждается (индуцируется) магнитным полем, в то время как ёмкостной разряд возбуждается и поддерживается за счёт электрического поля (постоянного или переменного). При прочих равных условиях ИСП характеризуется существенно более высокой концентрацией электронов по сравнению с ёмкостным разрядом.
ИСП при атмосферном давлении (обычно в аргоне) в виде открытой горелки используется в спектроскопических методах аналитической химии для определения состава веществ и материалов. ИСП при низком давлении (часто в агрессивных газах) в закрытых реакторах используется для плазменного травления (этчинга, от etching - травление) при производстве полупроводниковой микроэлектроники. 
В аналитической ИСП в горелку обычно подаётся растворённое анализируемое вещество, распыляемое в виде аэрозоля и вносимое в плазменную горелку потоком аргона. Когда в плазму аргоновой горелки попадают капельки аэрозоля, они моментально испаряются и распадаются на атомы и ионы. Другой метод ввода интересующего материала в плазму состоит в том, чтобы химически превратить определяемое вещество в молекулы газа, например, легколетучие гидриды. Третий способ - создание "сухого" аэрозоля с помощью мощного лазерного луча, который выжигает кратер в подставленном под него кусочке материала, переводя небольшую его часть в мелкодисперсное аэрозольное состояние — это так называемая лазерная абляция). Возбуждённые в плазме атомы и ионы детектируются методами атомно-эмиссионной спектрометрии (ИСП-АЭС), либо масс-спектрометрии (ИСП-МС).
Плазменное травление в реакторах ИСП для изготовления полупроводниковой продукции обычно производится при давлениях 0.1 – 10 Па. В то же время для изотропного удаления слоёв или очистки внутренних поверхностей реактора часто требуется увеличение давления до ~1000 Па, что тем не менее значительно ниже атмосферного давления (100 кПа = 1000 гектопаскалей). Кроме плазменного травления, в микроэлектронной промышленности используются разнообразные технологические плазменные процессы, например, ионная имплантация, плазмохимическое выращивание слоёв, удаление слоёв путём их распыления, плазменная чистка поверхностей и другие. При этом применяются различные газовые смеси и различные типы реакторов.

## Преимущества
- Аналитическая ИСП характеризуется высокой концентрацией электронов (порядка 1015 см-3), а также высокой температурой (более 6000 К), что позволяет практически полностью атомизировать любые анализируемые вещества.
- Высокая концентрация электронов и ионов в ИСП также является одним из её главных преимуществ при плазменном травлении, поскольку обеспечивает высокую скорость и качество травления.
- Обычно индукционная катушка находится вне камеры горения, поэтому она не взаимодействует с плазмой, не разрушается агрессивными компонентами плазмы и не загрязняет плазму продуктами этого воздействия. Другими словами, данный тип газового разряда является безэлектродным.

## Применения
- в атомной эмиссионной спектрометрии (ИСП-АЭС, англ. ICP-AES)
- в масс-спектрометрии: ИСП-МС, (англ. ICP-MS)
- в плазменном травлении (англ. ICP-RIE)